# 藤野朋子
藤野朋子（日语：藤野 とも子，1976年5月20日—），日本女性配音員。出身於滋賀縣。身高160cm。A型血。

## 簡介
青二Production所屬，青二塾東京校第16期畢業。

## 人物
與同樣從青二塾東京校畢業的滿仲由紀子和前田愛是業界好友。
以前上遊戲《青澀之戀》衍生的廣播節目「歸來的青澀之夜」與當時擔任的主持人滿仲由紀子正講到鮒壽司話題的那個時候，滿仲稱藤野是「滋賀縣出身的朋友」。
興趣：潛水、唱歌。特長：唱歌。擅長方言：關西方言、京都方言。

## 演出作品
※粗體字表示說明飾演的主要角色。

### 電視動畫
年份不詳
- 麵包超人（ロン）

1996年
- 鬼太郎 (第4作)（小小妖怪B、女性B）

1998年
- 守護月天！（女學生）

2000年
- 櫻花大戰 (TV動畫)（女性A）

2001年
- 辣妹當家（4班的學生）

2002年
- 水瓶戰記 Sign for Evolution（女性廣播）
- 煌羅萬象（日语：サイキックアカデミー煌羅万象）

2005年
- 武器種族傳說（安傑娜）

2011年
- 我們沒有翅膀（狂夜）

2018年
- PERSONA5 the Animation（異世界導航聲音、蝶野）

### OVA
1999年
- 湘南爆走族12 櫻吹雪的卒業式（嶋田梢）

### 遊戲
1997年
- 同居情事 ～井上涼子（日语：ROOMMATE）（井上涼子）
- 同居情事 ～井上涼子 in Summer Vacation～（井上涼子）

1998年
- 迦陵演義（公主、仙女）
- （席娜／伊集院沙理奈）
- 同居情事3 ～井上涼子 輝煌之風的早晨～（井上涼子）

1999年
- 夢幻騎士（秘書、吉娜）
- 蓋特機器人大決戰！（日语：ゲッターロボ大決戦!）（琳達·提拉米斯）
- 奏（騷）樂都市大阪（日语：ソウ楽都市OSAKA）（寶龜院榮·崎龍膽）
- 柏青哥性感反應2（日语：パチンコセクシーリアクション）（嘉西）
- （綠川野乃）

2005年
- 惡魔城 黑暗的詛咒（日语：悪魔城ドラキュラ 闇の呪印）（朱莉亞·拉弗瑞塞）
- DEAD OR ALIVE 4（美夜子）

2006年
- 約束之地（蕾蒂亞、莉茲）
- 符文工廠 -新牧場物語-（琳妮特少校）
- 摔角天使生存者（日语：レッスルエンジェルス）（RIKKA、歐加朝比奈）

2008年
- 聖劍同盟（艾姬娜）
- 摔角天使生存者2（RIKKA、歐加朝比奈）

2016年
- 女神異聞錄5（蝶野）

2019年
- 女神異聞錄5 皇家版（蝶野）

### 廣播劇CD
- Overrev Anchantroman（莉莉婭）
- 少年舞妓千代菊！（日语：少年舞妓・千代菊がゆく!）（岡村美希也／千代菊）
- 永恆傳奇（羅沙、布魯瑪）
- 真愛故事（日语：トゥルー・ラブストーリー） vol.3（南彌生的母親）
- （安南西亞）
- （大空京子）
- 同居情事 ～井上涼子（日语：ROOMMATE）的學園生活1、2（井上涼子）

### 音樂CD
- FLOWER
- （CRESCENT MOON名義）

### 其它
- （旁白）
- 中居大師說（王子的配音）
- 100分de名著（日语：100分de名著）（配音演出）

## 外部連結
- 青二Production公式官網的聲優簡介 （页面存档备份，存于） {ja icon}}
- 藤野朋子的X（前Twitter） （日語）
- 藤野朋子 （页面存档备份，存于） （日語）－Talent Date Bank
- 藤野朋子 （页面存档备份，存于） （日語）－日本藝人名鑑（日语：日本タレント名鑑）
- （日語）－WEB THE TELEVISION（日语：ザテレビジョン）
- 藤野朋子 （页面存档备份，存于） （日語）－oricon
- 藤野朋子 （页面存档备份，存于） （日語）－allcinema（日语：allcinema）